# Pułk Podstolego Bracławskiego
Pułk Podstolego Bracławskiego - oddział jazdy Armii Koronnej.

## Struktura organizacyjna
Pancerni
- jedna chorągiew – 100 koni
- jedna chorągiew – 70 koni

Jazda lekka
- jedna chorągiew – 100 koni
- jedna chorągiew – 80 koni
- jedna chorągiew – 50 koni

Razem w pułku: 5 chorągwi ; 400 koni